# Chignahuacingo
Chignahuacingo är en ort i Mexiko.   Den ligger i kommunen Aquixtla och delstaten Puebla, i den sydöstra delen av landet, 130 km öster om huvudstaden Mexico City. Chignahuacingo ligger 2 500 meter över havet och antalet invånare är 363.
Terrängen runt Chignahuacingo är lite bergig. Runt Chignahuacingo är det ganska tätbefolkat, med 56 invånare per kvadratkilometer. Närmaste större samhälle är Chignahuapan, 13,5 km nordväst om Chignahuacingo. I omgivningarna runt Chignahuacingo växer huvudsakligen savannskog.